# Felton (Minnesota)
Pour les articles homonymes, voir Felton.
Felton est une ville américaine située dans le Comté de Clay, dans le Minnesota. Selon le recensement de 2010, sa population est de 177 habitants.

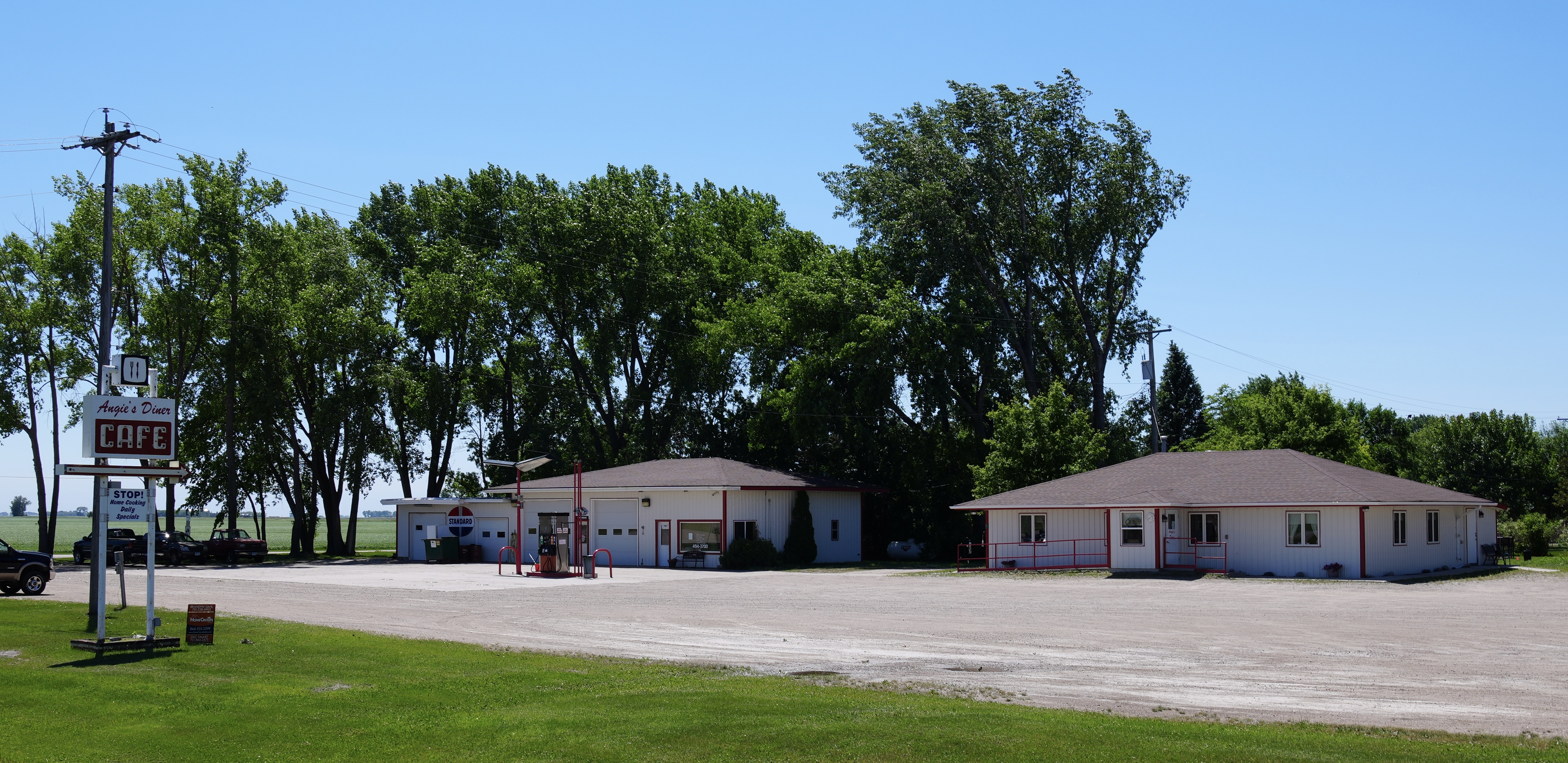
droit